# Guddeby
Guddeby är ett område som ligger ca 1 km utanför Ytterby. Området består av flera gårdar, till exempel Guddeby Gård, där Guddeby Gård AB har sitt säte.
Förutom gårdarna utgörs mycket av områdets mark av åkermark tillhörande de olika gårdarna.
I området finns även en hembygdsgård. Marstrandsvägen 168 går genom Guddeby. Swedegas har även låtit en naturgasledning gå genom området.